# اداره ملی آمادگی مبارزه با حوادث
اداره ملی آمادگی مبارزه با حوادث در سال ۱۹۷۲ مطابق سال‌های ۱۳۵۱و ۱۳۵۲ در افغانستان به اساس فیصله نامه شماره ۲۸۱۶ سازمان ملل متحد (UNDRO) در چوکات صدارت وقت که مصادف ایجاد گردید که در آن زمان کشور با مشکلات خشک سالی و قحطی روبرو بود، و این اداره اولین عملیات امداد رسانی را تحت عنوان Help and Operation درشش ولایات کشور موفقانه انجام داد.

## هدف از ایجاد این اداره
مبارزه با حوادث طبیعی و غیرطبیعی که افغانستان به آن روبرو می‌باشد.
- هماهنگی و انسجام در پاسخدهی
- طرح و ترتیب پلان‌های احیا و باز سازی
- طرح پروژه‌های وقایوی به منظور جلوگیری و کاهش خطرات
- آماده‌گی

بعد از ایجاد این اداره نظر به اقتضا شرایط وقت قانون و مقرره برای این اداره ترتیب و مورد اجرا قرار گرفت طبق این قانون و مقرره اداره ملی آمادگی مبارزه با حوادث
مسولیت انسجام و عملیات امداد رسانی را به عهده داشت که با به‌وجود آمدن دولت موقت و انتقالی این اداره تصمیم گرفت تا باغور مجدد برقانون و مقرره گذشته آن را به شرایط معاصر و ستندرد جدید بین اللملی و مطابق به نیازمندی‌های کشور عیارنماید بنآ جهت مبارزه موفقانه و مدیریت کار آمد، در توافق با جامعه بین اللملی، مصمم به طرح و ترتیب استراتژی و پلان ملی گردید.

## استراتژی و پلان ملی مدیریت حوادث
استراتژی ملی آمادگی مبارزه با حوادث توسط اداره ملی آمادگی مبارزه با حوادث وبه همکاری متخصصین بانک انکشاف آسیای ترتیب گردیده‌است.
- پلان ملی مدیریت حوادث توسط اداره مبارزه با حوادث و مؤسسه سید س کشور هندوستان به همکاری مالی دفتر یونوما در سال۲۰۰۳ ترتیب گردید.

و این پلان و استراتژی توسط کمیسیون محترم اصلاحات اداری تا ئید و توسط کمیته محترم مشورتی وزرا در سال ۲۰۰۴ منظور گردید
کمیسیون مبارزه با حوادث
دراین اسناد معتبر ایجاد کمیسون ملی مبارزه با حوادث در نظر گرفته شد، که همزمان تمام اعضای کابینه عضوی این کمیسیون می‌باشند و در راء س این کمیسیون رئیس جمهور کشور و معاونین شان قراردارد.

## تشکیل کمیسیون ملی مبارزه با حوادث[۵]
کمیسیون ملی دارای کمیته اجرائیه بوده که متشکل از وزارت‌های، داخله، زراعت، انکشاف دهات، صحت، دفاع ملی، اقتصاد، مالیه، انرژی و آب، امور خارجه، امور زنان، اطلاعات و فرهنگ، مخابرات و فواید عامه می‌باشد. کمیته اجرائیه توسط رئیس‌جمهور بخاطر ارزیابی وبررسی خطرات به‌خصوص حوادث و ارائه پشنهاد برای انجام اقدامات عملی توسط کمیسیون ملی تشکیل می‌گردد. سکرتریت این کمیته را ریاست عمومی اداره آماده گی مبارزه با حوادث به عهده دارد.

## تشکیلات

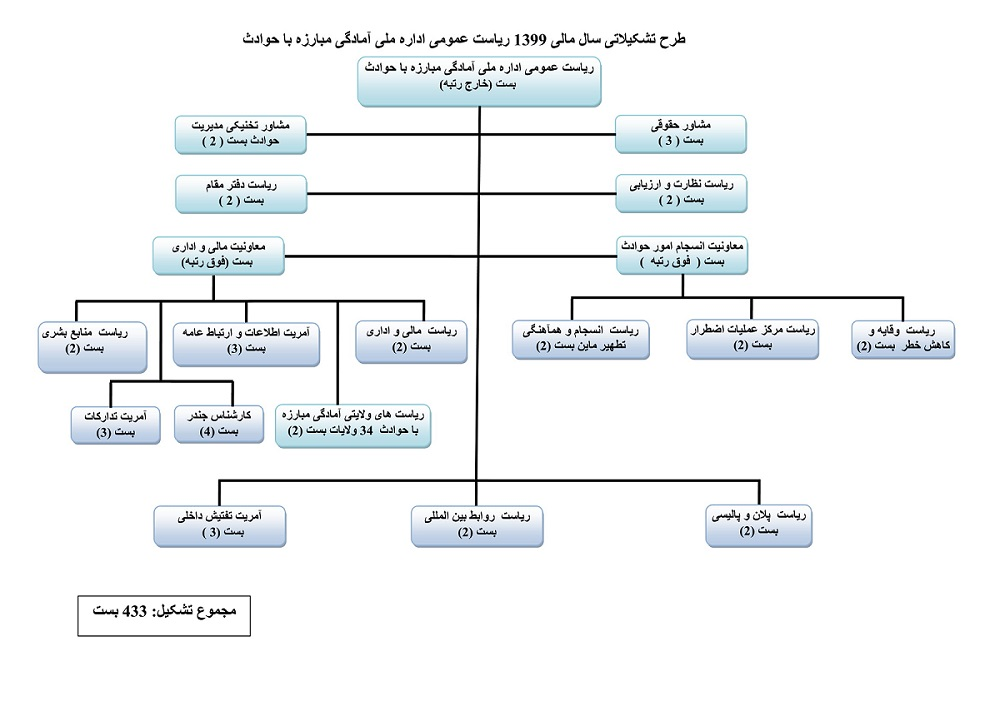
ساختار عمومی آماد گی مبارزه با حوادث

## اعضای کمیسیون مبارزه با حوادث
| اعضای کمیسیون مبارزه با حوادث             |
| وزارت ترانسپورت                           |
| وزارت معادن و صنایع                       |
| وزارت عودت مهاجرین                        |
| وزارت کار و امور اجتماعی                  |
| وزارت تجارت                               |
| وزارت آب برق                              |
| وزارت امور زنان                           |
| ریاست عمومی هلال احمر افغانی              |
| ریاست عموی اداره امور                     |
| وزارت فواید عامه                          |
| ریاست عمومی شاروالی کابل                  |
| ریاست عموی اداره آماده گی مبارزه با حوادث |
| وزارت زراعت و مالداری                     |
| وزارت مالیه                               |
| وزارت داخله                               |
| وزارت اقتصاد (پلان)                       |
| وزارت آب و محیط زیست                      |
| وزارت امور خارجه                          |
| وزارت احیاء و انکشاف دهات                 |
| وزارت تحصیلات عالی                        |
| وزارت صحت عامه                            |
| وزارت دفاع                                |
| وزارت مخابرات                             |
| وزارت اطلاعات و فرهنگ                     |

## اعضای اداره ملی آماده گی مبارزه با حوادث
| اعضای اداره ملی آماده گی مبارزه با حوادث |                      |                                             |
| شماره                                    | نام                  | وظیفه                                       |
| ۱                                        | الحاج مولوی شرف مسلم | معین وزارت                                  |
| ۲                                        | محمد نسیم حقانی      | رئیس اطلاعات و ارتباط عامه و سخنگوی وزارت   |
| ۳                                        | غلام غوث ناصری       | رئیس عمومی مالی و اداری و سرپرست وزارت دولت |

## تشکیلات[۷]
1. ↑  "Afghanistan National Disaster Management Authority". Wikipedia (به انگلیسی). 2022-06-24.
2. ↑  «نسخه آرشیو شده». بایگانی‌شده از اصلی در ۱۷ ژوئن ۲۰۲۲. دریافت‌شده در ۲۴ ژوئیه ۲۰۲۲.
3. ↑  http://andma.gov.af/sites/default/files/2020-07/%D8%AA%D8%A7%D8%B1%DB%8C%D8%AE%DA%86%D9%87%20%D8%A7%D8%AF%D8%A7%D8%B1%D9%87%20%D9%85%D9%84%DB%8C%20%D8%A2%D9%85%D8%A7%D8%AF%D9%87%20%DA%AF%DB%8C%20%D9%85%D8%A8%D8%A7%D8%B1%D8%B2%D9%87%20%D8%A8%D8%A7%20%D8%AD%D9%88%D8%A7%D8%AF%D8%AB.pdf
4. ↑  "تاریخچه اداره | اداره ملی آمادگی مبارزه با حوادث". www.andma.gov.af (به dr). Retrieved 2022-07-23.{{cite web}}:  نگهداری یادکرد:زبان ناشناخته (link)
5. ↑  صبح، 8 (۲۰۱۷-۰۲-۲۲). «وزارت دولت در امور رسیدگی به حوادث: سیستم مدیریت ملی رسیدگی به حوادث طبیعی ایجاد می‌شود». روزنامه ۸صبح. بایگانی‌شده از اصلی در ۲۱ اوت ۲۰۲۱. دریافت‌شده در ۲۰۲۲-۰۷-۲۴.
6. ↑  «وزارت دولت در امور رسیدگی به حوادث : از تجار و نهاد های کمک رسان ملی و بین المللی می خواهیم در قسمت اعمار سرپناه اساسی کمک کنند». آژانس خبری باختر. ۲۰۲۲-۰۷-۰۲. دریافت‌شده در ۲۰۲۲-۰۷-۲۴.